# TIME BREAK
『スペクトラム3 TIME BREAK』（スペクトラムスリー タイム・ブレイク）は、1980年11月21日にビクター音楽産業から発売されたスペクトラムのアルバム。

## 概要
トランペットの兼崎順一構成による、約20分に及ぶ組曲を前半（アナログ盤のA面）に収録した、実験的要素の強いアルバム。前作の最後から繋がる構成はB面で踏襲された。全曲の作詞をスペクトラム自身が担当している。EW&Fもどき、との一部の批評に対する、スペクトラムからの回答とも言える異色作で、ブラスの入らない曲が存在し、各人のテクニックや個性が強調されている。

## 収録曲
| 全作曲・編曲: スペクトラム。 |                                                            |              |              |
| #                            | タイトル                                                   | 作詞         | 作曲・編曲   |
| 1.                           | 「Vol.I REMINISCENCE（回想）」                             | -            | スペクトラム |
| 2.                           | 「Vol.II LOVE（愛） (i)HIS NATIVE PLACE（故郷）」          | -            | スペクトラム |
| 3.                           | 「(ii)LONGING（思慕）」                                    | -            | スペクトラム |
| 4.                           | 「(iii)CHILDREN（子供たち）」                              | -            | スペクトラム |
| 5.                           | 「(iv)GOD（神）」                                          | スペクトラム | スペクトラム |
| 6.                           | 「Vol.III AN ILLUSION（幻夢）〜SOUTH PACIFIC（南太平洋）」 | -            | スペクトラム |
| 7.                           | 「Vol.IV AWAKENING（目覚め）」                             | -            | スペクトラム |

| 全作曲・編曲: スペクトラム。 |                      |              |              |
| #                            | タイトル             | 作詞         | 作曲・編曲   |
| 8.                           | 「夜明け（アルバ）」 | スペクトラム | スペクトラム |
| 9.                           | 「すべて懺悔だけ」   | スペクトラム | スペクトラム |
| 10.                          | 「四季」             | スペクトラム | スペクトラム |
| 11.                          | 「あがき」           | スペクトラム | スペクトラム |
| 12.                          | 「やすらぎ」         | -            | スペクトラム |

| 全作曲・編曲: スペクトラム。 |                                             |                        |              |
| #                            | タイトル                                    | 作詞                   | 作曲・編曲   |
| 13.                          | 「夜明け（アルバ）」(Single Version)        | 近田春夫、スペクトラム | スペクトラム |
| 14.                          | 「やすらぎ (Love for You)」(Single Version) | スペクトラム           | スペクトラム |

## 曲解説
1. LYRISCHE SUITE "RESPITE OF A SOLDIER"（抒情組曲「戦士の休息」）
Vol.I REMINISCENCE（回想）
ファンファーレから始まる第1楽章。
2. Vol.II LOVE（愛）
(i)HIS NATIVE PLACE（故郷）
第2楽章は、同一メロディのバリエーションが4トラックにまたがって展開される。第1部はホーンセクションがメロディを奏でる。
3. (ii)LONGING（思慕）
第2部はピアノソロ。
4. (iii)CHILDREN（子供たち）
第3部はリコーダーがメロディを奏でる。
5. (iv)GOD（神）
第4部は歌詞付きのア・カペラ。本作ではここで初めてボーカル曲の登場となる。
6. Vol.III AN ILLUSION（幻夢）〜SOUTH PACIFIC（南太平洋）
7. Vol.IV AWAKENING（目覚め）
8. 夜明け（アルバ）
セイコーの腕時計「ALBA」のCMソング。
9. すべて懺悔だけ
10. 四季
ストリングスをフィーチャーしたバラード。新田一郎が初めてファルセット以外の地声で歌っている。
11. あがき
ブレッカー・ブラザーズの「Some Skunk Funk」にインスパイアされたであろう楽曲。
12. やすらぎ
13. 夜明け（アルバ） (Single Version)
イントロや間奏がアルバムバージョンと異なる。また、シングルバージョンの歌詞は近田春夫との共作であり、アルバムバージョンとは内容の一部が異なるほか、シングルバージョンにはないパートがある。
14. やすらぎ (Love for You) (Single Version)
アルバムバージョンより長い。また、アルバムバージョンはインストゥルメンタルだが、シングルバージョンは歌入りである。